# Juara
Juara – miasto i gmina w Brazylii, w stanie Mato Grosso.